# Liste der Monuments historiques in Valence-en-Brie
Die Liste der Monuments historiques in Valence-en-Brie führt die Monuments historiques in der französischen Gemeinde Valence-en-Brie auf.

## Liste der Objekte
| Bezeichnung                                              | Beschreibung | Standort                                                       | Kennzeichnung | Schutzstatus | Datum | Bild |
| -------------------------------------------------------- | --- | -------------------------------------------------------------- | ------------- | ------------ | ----- | ---- |
| Gemälde Heiliger Vinzenz                                 | Ölgemälde aus dem 19. Jahrhundert, verschwunden im November 2002. | in der Kirche St-Nicolas (Lage)                                | PM77002779    | Inscrit      | 1977  |      |
| Skulptur Heiliger Petrus                                 | 95 cm hohe Holzskulptur aus dem 17. Jahrhundert. | In der Kirche St-Nicolas (Lage)                                | PM77004908    | Inscrit      | 2008  |      |
| Skulptur Madonna mit Kind                                | Holzskulptur, polychrom gefasst, 19. Jahrhundert | in der Kirche St-Nicolas (Lage)                                | PM77003252    | Inscrit      | 1979  |      |
| Treppenhaus, Friedhofskreuz und Waschbecken              | Eine Holztreppe mit gedrechselten Balustraden, die zum Glockenturm führt. Ein schmiedeeisernes Friedhofskreuz, dessen Sockel mit Schriftrollen geschmückt wurde. Ein steinernes Becken, das mit einem kleinen Perlenfries am Boden und an der Oberseite mit einem Friesvorhang verziert wurde. Entstehungszeit im 18. Jahrhundert | Am Eingang unter dem Glockenturm der Kirche St-Nicolas (Lage)  | PM77003251    | Inscrit      | 1979  |      |
| Skulptur Heiliger Eloi                                   | Skulptur ohne Hände aus dem 16. Jahrhundert, die ehemals im nördlichen Querschiff an der Westwand installiert war. | Im Kirchenschiff auf der Südseite der Kirche St-Nicolas (Lage) | PM77002780    | Inscrit      | 1977  |      |
| Grabplatte der Marie de Refuge                           | Epitaph aus Kalkstein für Marie de Refuge, die Ehefrau des Herrn von Valence. Bezeichnet mit 1547. | In der Kirche St-Nicolas (Lage)                                | PM77005031    | Inscrit      | 2023  |      |
| Gemälde Joseph erzählt seinen Brüdern von seinen Träumen | Ölgemälde aus der ersten Hälfte des 17. Jahrhunderts, wurde von 2005/06 restauriert. | In der Kirche St-Nicolas (Lage)                                | PM77002778    | Inscrit      | 1977  |      |
| Skulptur Madonna mit Kind                                | Holzskulptur mit Resten der ursprünglichen Bemalung, die mit grauer Farbe übermalt wurde. Gefertigt im 16. Jahrhundert. | Im Chor der Kirche St-Nicolas (Lage)                           | PM77002962    | Inscrit      | 1978  |      |
| Altar an der Südseite                                    | Holzaltar aus der ersten Hälfte des 17. Jahrhunderts. Restauriert. | An der Südseite der Kirche St-Nicolas (Lage)                   | PM77005032    | Inscrit      | 2023  |      |
| Skulptur Christus am Kreuz                               | Holzskulptur vom Ende des 16. Jahrhunderts. Restauriert. | In der Kirche St-Nicolas (Lage)                                | PM77005030    | Inscrit      | 2023  |      |